# 錫皮盧省
7°52′N 8°6′W / 7.867°N 8.100°W

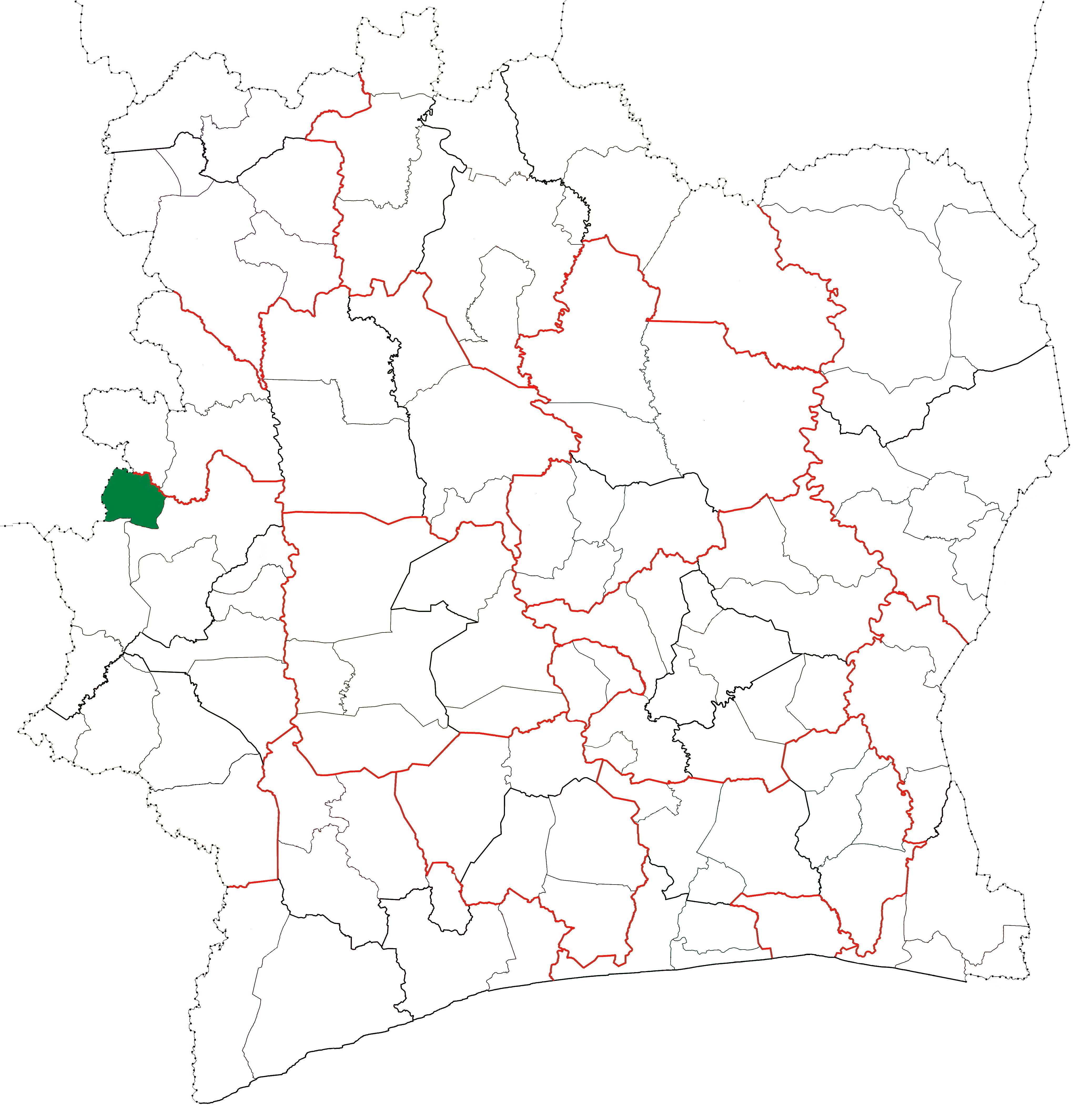

錫皮盧省（Sipilou Department），是科特迪瓦的省份，位於該國西部山地區，由通克皮大區負責管轄，東面是比昂庫馬省，成立於2012年，2014年人口41,868。